# Чиди Одиа
Чиди Одиа е нигерийски футболист. Играе като десен защитник, но често се включва в атака. От 2004 до 2012 играе за ЦСКА Москва, като е първият африканец, играл за този отбор.
Наричан е „най-бялото момче в ЦСКА“.

## Клубна кариера
Кариерата на Одиа започва в Игл Семент. През 2000 преминава в Юлиус Бергер. После играе за Шериф Тираспол. Той помага на тима да стане шампион на Молдова четири пъти. През 2004 подписва с ЦСКА Москва. Дебютира на 7 април срещу Ростов. През 2005 измества Дейвидас Шемберас от титулярното място. Интересното е, че тогава Одиа е използван често и като ляв бек, въпреки че е типичен десен защитник. Многото контузии му пречат да задържи мястото си в тима и той скоро губи титулярното си място. Участник на Мондиал 2010. През сезон 2011 играе рядко и записва само 1 мач. През октомври 2011 Леонид Слуцкий заявява, че не се нуждае повече от Одиа и той ще напусне след края на договора си. В 2012 отборът изключва Одиа от състава за първенството,а няколко часа по-късно разтрогра договора си.